# Сипченко, Игорь Геннадьевич
Игорь Геннадьевич Сипченко (род. 18 апреля 1976) — российский хоккеист, защитник.
Воспитанник ленинградского хоккея. Начинал играть в сезоне 1992/93 в открытом чемпионате России за «Ижорец». В сезоне 1994/95 перешёл в СКА, играл за главную команду и «СКА-2». Перед сезоном 2000/01 появилась информация, что Сипченко «исчез в неизвестном направлении», но в конце декабря он был отдан в аренду в петербургский «Спартак», за который играл до сезона 2006/07. Завершал карьеру в «Титане» Клин (2006/07) и ХК «Питер» (2007—2008).